# Marie Tångeberg
Marie Tångeberg (geborene Siewertsen, * 8. Oktober 1924 im Marienkoog) ist eine nordfriesische Pädagogin und Autorin.

## Leben
Bekannt ist sie vor allem für ihre Verdienste um die nordfriesische Sprache, unter anderem in ihrer Funktion als Schulleiterin an der Risum Skole/Risem Schölj (deutsch: Risumer Schule) in Risum.
Der Schwerpunkt des Unterrichts lag ursprünglich auf der Förderung der dänischen Sprache und Kultur. 1956 übernahm Tångeberg die Leitung der Schule, fünf Jahre später machte sie unter Duldung der Vertreter der dänischen Minderheit und des Kultusministeriums die Schule zur ersten friesischen Muttersprachenschule in Deutschland. Marie Tångeberg schrieb mehrere Bücher. Sie sind im Dialekt Mooring verfasst, der in der Bökingharde rund um Risum-Lindholm gesprochen wird.

## Schriften
- Föögle önj Nordfraschlönj. Foriining for Nationale Friiske, Risem-Lunham/Risum-Lindholm 1992
- Söl önj bile an tääle. Nordfriisk Instituut, Bräist/Bredstedt 1995
- Lees an liir frasch önj hüüse an schölj. Matthiesen, Husum 2000
- Foon boole an swåmpe. Nordfriisk Instituut, Bräist/Bredstedt 2006

## Auszeichnungen und Ehrungen
- 1995: Hans-Momsen-Preis
- 1999: Bundesverdienstkreuz am Bande
- 2024: Bundesverdienstkreuz 1. Klasse[3]

- 2024: Ehrenpräsidentin des Niederdeutsch-Friesischen PEN-Zentrums (aspiring) e.V.[4]